# H (lớp thiết giáp hạm)
Lớp H là một loạt các thiết kế tàu chiến cho Kriegsmarine Đức, nhằm mục đích để thực hiện các yêu cầu của Kế hoạch Z trong những năm cuối của thập niên 1930 và đầu những năm 1940. Biến thể đầu tiên, "H-39" được coi là chiếc đầu tiên trong sáu chiếc tàu sẽ được xây dựng, về cơ bản như mở rộng các thiết giáp hạm lớp Bismarck với tháp pháo 40,6 cm (16,0 in). "H-41" thiết kế cải tiến từ "H-39" với pháo chính lớn hơn, với tám vũ khí 42 cm (17 in). Hai kế hoạch tiếp theo, "H-42" và "H-43", tăng kích thước pháo chính một lần nữa, với 48 cm (19 in), và lớn nhất "H-44" thiết kế cuối cùng, với kích thước pháo lên tới 50,8 cm (20,0 in). Các tàu có kích thước dao động từ "H-39", dài 277,8 m (911 ft 5 in) và nặng 56.444 t (55.553 tấn Anh), "H-44", với kích thước vĩ đại, nó dài tới 345 m (1.131 ft 11 in) và nặng 131.000 t (129.000 tấn Anh). Hầu hết các thiết kế có tốc độ vượt quá 30 hải lý trên giờ (56 km/h).
Do sự bùng nổ của chiến tranh thế giới thứ hai trong tháng 9 năm 1939, không chiếc nào trong số tàu trên được xây dựng. Các công việc đang thực hiện bị trì hoãn, thép, lắp ráp vẫn còn trên đường trượt cho đến năm 1941, khi Oberkommando der Marine đã ra lệnh cho nó được loại bỏ cho các mục đích khác. Hợp đồng cho các "H-39" đã được trao, nhưng công việc không được bắt đầu vào bất kỳ chiếc trong số chúng trước khi dự án bị hủy bỏ. Không có thiết kế tiếp theo để tiến triển xa hơn cho giai đoạn lập kế hoạch.

## Thiết kế ban đầu
Nghiên cứu thiết kế đầu tiên cho "Schlachtschiff H" ("Thiết giáp hạm H") năm 1935, và gần lặp đi lặp lại của thiết kế của tàu lớp Bismarck, trang bị pháo 35 xentimét (14 in). Thông tin tình báo chỉ ra rằng Hải quân Liên Xô đã lập kế hoạch cho lớp thiết giáp hạm Sovetsky Soyuz với pháo 38 cm (15 in) nhắc nhở người Đức tăng tầm cỡ vũ khí của tàu đến 38 cm vào ngày 5 Tháng Mười năm 1936. Oberkommando der Marine (OKM) ban hành yêu cầu nhân viên vào cuối tháng Mười cho một tàu 35.000 tấn dài (36.000 t) được trang bị 8 khẩu pháo 38 cm với tốc độ 30 hải lý trên giờ (56 km/h; 35 mph). Bán kính hành động của con tàu là ít nhất là bằng của các tàu thuộc lớp thiết giáp hạm bỏ túi Deutschland.

## Đặc điểm khái quát
| Design               | H-39                                            | H-41                                            | H-42                                            | H-43                                            | H-44                                            |
| -------------------- | ----------------------------------------------- | ----------------------------------------------- | ----------------------------------------------- | ----------------------------------------------- | ----------------------------------------------- |
| Trọng tải choán nước | 56.444 t (55.553 tấn Anh)                       | 68.800 t (67.700 tấn Anh)                       | 90.000 t (89.000 tấn Anh)                       | 111.000 t (109.000 tấn Anh)                     | 131.000 t (129.000 tấn Anh)                     |
| Dài                  | 277,8 m (911 ft 5 in)                           | 282 m (925 ft 2 in)                             | 305 m (1.000 ft 8 in)                           | 330 m (1.082 ft 8 in)                           | 345 m (1.131 ft 11 in)                          |
| Ngang                | 37 m (121 ft 5 in)                              | 39 m (127 ft 11 in)                             | 42,8 m (140 ft 5 in)                            | 48 m (157 ft 6 in)                              | 51,5 m (169 ft 0 in)                            |
| Mớn nước             | 10 m (32 ft 10 in)                              | 11,1 m (36 ft 5 in)                             | 11,8 m (38 ft 9 in)                             | 12 m (39 ft 4 in)                               | 12,7 m (41 ft 8 in)                             |
| Tháp pháo chính      | 8 × 40,6 cm (16,0 in)                           | 8 × 42 cm (17 in)                               | 8 × 48 cm (19 in)                               | 8 × 48 cm (19 in)                               | 8 × 50,8 cm (20,0 in)                           |
| Pháo Phụ thuộc       | 12 × 15 cm (5,9 in) - and 16 × 10,5 cm (4,1 in) | 12 × 15 cm (5,9 in) - and 16 × 10,5 cm (4,1 in) | 12 × 15 cm (5,9 in) - and 16 × 10,5 cm (4,1 in) | 12 × 15 cm (5,9 in) - and 16 × 10,5 cm (4,1 in) | 12 × 15 cm (5,9 in) - and 16 × 10,5 cm (4,1 in) |
| AA                   | 16 × 3,7 cm (1,5 in) - and 12 × 2 cm (0,79 in)  | 32 × 3,7 cm (1,5 in) - and 12 × 2 cm (0,79 in)  | 28 × 3,7 cm (1,5 in) - and 40 × 2 cm (0,79 in)  | 28 × 3,7 cm (1,5 in) - and 40 × 2 cm (0,79 in)  | 28 × 3,7 cm (1,5 in) - and 40 × 2 cm (0,79 in)  |
| Ngư lôi              | 6 × 53,3 cm (21,0 in)                           | 6 × 53,3 cm (21,0 in)                           | 6 × 53,3 cm (21,0 in)                           | 6 × 53,3 cm (21,0 in)                           | 6 × 53,3 cm (21,0 in)                           |

##### Trích dẫn
1. 1 2  Gröner, pp. 37–38
2. 1 2  Garzke & Dulin, p. 323
3. ↑  Gröner, pp. 35–38.
4. 1 2  Whitley, p. 90
5. ↑  Gröner, trang 35-38